# 利特爾布萊克鎮區 (阿肯色州蘭道夫縣)
利特爾布萊克鎮區（英語：Little Black Township）是位於美國阿肯色州蘭道夫縣的一個行政鎮區。

## 地方資料
利特爾布萊克鎮區的面積為86.30平方千米，當中陸地面積為85.35平方千米，而水域面積為0.95平方千米。根據2010年美國人口普查的數據，當地共有人口586人，而人口密度為每平方千米6.79人。